# Stelis valladolidensis
Stelis valladolidensis là một loài thực vật có hoa trong họ Lan. Loài này được Luer & D'Aless. mô tả khoa học đầu tiên năm 2009.